# Mamerc Emili Lèpid Livià
Mamerc Emili Lèpid Livià (en llatí: Mamercus Aemilius Mam. f. M. n. Lepidus Livianus) va ser un magistrat romà del segle i aC. Era net de Marc Emili Lèpid per adopció.
Va ser elegit cònsol l'any 77 aC juntament amb Dècim Juni Brutus. Era membre del partit aristocràtic i una de les persones que van aconseguir que Sul·la no fes matar el llavors jove Juli Cèsar. Abans de ser cònsol va competir una altra vegada, però no fou elegit perquè se suposava que tot i ser molt ric havia rebutjat la magistratura d'edil curul perquè comportava moltes despeses. Va ser Princeps Senatus.